# 1-2-1-2 Højre-Venstre
1-2-1-2 Højre-Venstre er en dansk dokumentarfilm fra 1995 instrueret af Rikke Rørbech.

## Handling
En tysk soldat går hjem fra krigen i maj 1945. Han går ned igennem Jylland - hele vejen til Husum. Han skriver dagbog hver dag. Videoen er en dokumentarisk skildring af hans hjemrejse.